# لنارت لارشون
لنارت لارشون (سوئدی: Lennart Larsson؛ زادهٔ ۹ ژوئیهٔ ۱۹۵۳) بازیکن فوتبال اهل سوئد بود.
از باشگاه‌هایی که در آن بازی کرده‌است می‌توان به باشگاه فوتبال شالکه ۰۴ و باشگاه فوتبال هالمستاد اشاره کرد.
وی همچنین در تیم ملی فوتبال سوئد بازی کرده‌است.